# VDL Synergy
Il VDL Synergy è un autobus interurbano e GT di fascia media per tratte a lungo raggio. È stato prodotto a partire dal 2004 e la produzione è cessata nel 2015, con la presentazione del suo successore, il VDL Futura FDD2.

## Caratteristiche tecniche
Il VDL Synergy è stato prodotto su pianale VDL Berkhof SBR4000 in due diverse lunghezze: 13,03 e 14,10 m. È equipaggiato di un motore DAF Paccar MX-13 375 da 12902 cm³, erogante una potenza di 375 kilowatt, pari a 510 cavalli.
In entrambe le versioni è disponibile soltanto il cambio robotizzato a 12 rapporti prodotto da ZF, denominato AS Tronic 12.
Al suo interno può ospitare un massimo di 85 passeggeri seduti e 16 in piedi.
Il vano bagagli ha una capacità di 8,3 metri cubi ed è posto dietro al motore.

## In Europa
Il VDL Synergy è molto diffuso in nell'Europa dell'Est e nei paesi della Scandinavia.
Inoltre è presente in Irlanda, con un allestimento creato ad hoc per l'impresa di trasporti, che prevede l'uso del motore meno potente, il DAF Paccar MX-13 340, da 460 cavalli.

## In Italia
In Italia questo modello non è molto diffuso, per via delle dimensioni notevoli, però è presente presso alcune aziende:
- SAF Udine
- APT Gorizia
- Tiemme Toscana
- AB Travel